# Lake Erie Beach
Lake Erie Beach est une census-designated place du comté d'Érié, dans l'État de New York, aux États-Unis,. En 2020, elle compte une population de 3 467 habitants.